# Barnes Wallis

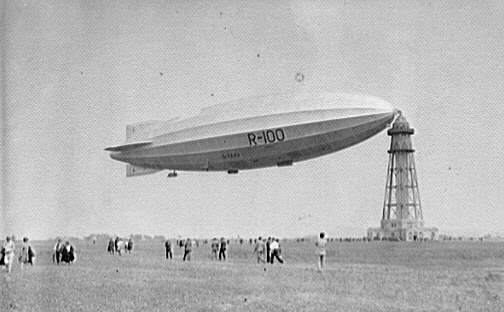
R100 dirigível

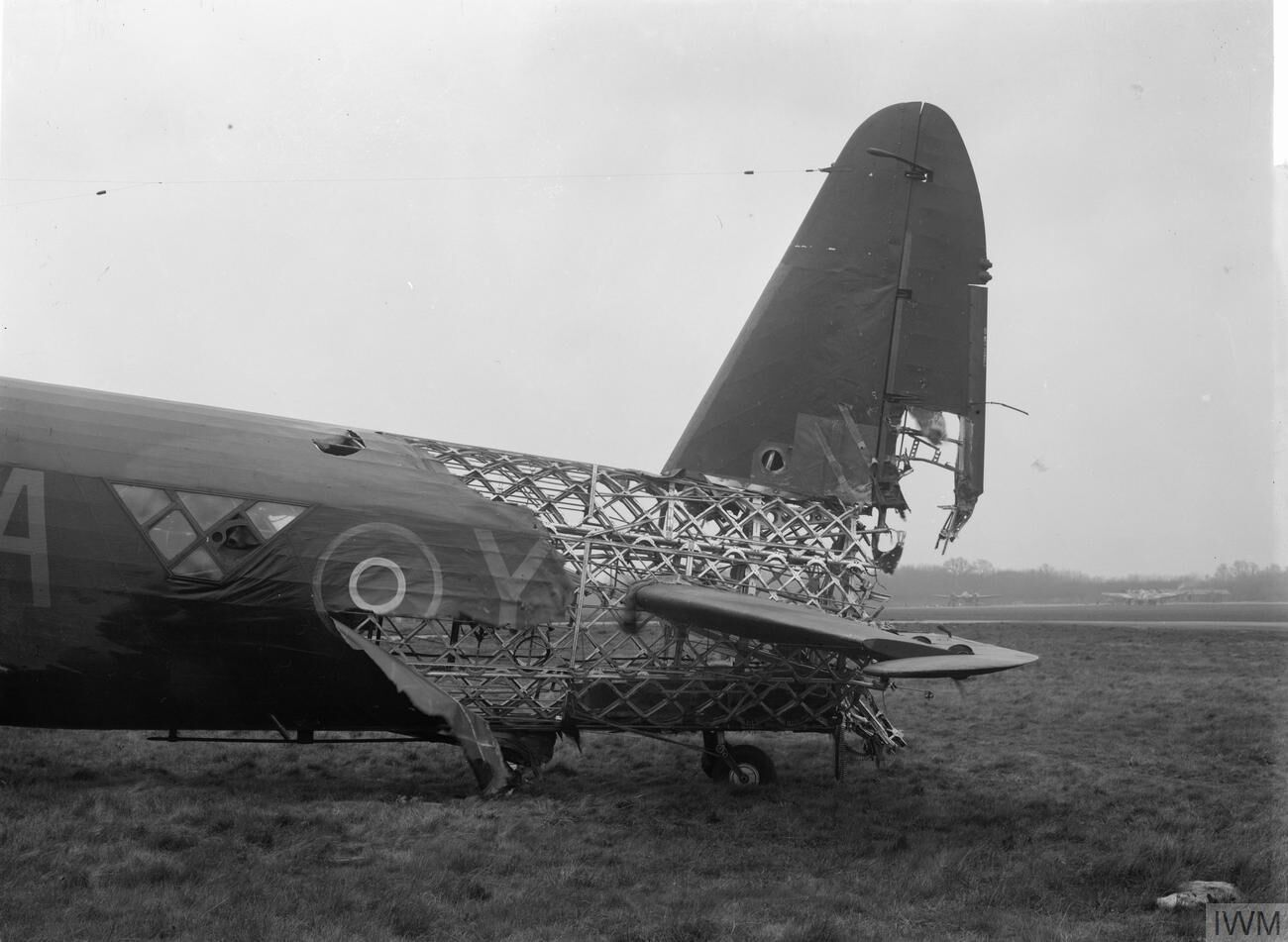
Bombardeiro RCAF Wellington, tendo voado de volta para a Inglaterra, apesar de um ataque antiaéreo direto, com construção de fuselagem geodésica exposta

Barnes Neville Wallis CBE FRS (Derbyshire, 26 de setembro de 1887 — Surrey, 30 de outubro de 1979) foi um engenheiro e inventor britânico.

## Vida
Wallis frequentou a escola até os 17 anos e então começou sua carreira profissional na J. Samuel White, uma empresa de construção naval em Cowes, na Ilha de Wight. Ele já estava ativo na construção de aeronaves desde 1913. Ele se tornou um desenhista da empresa britânica de armamentos Vickers; ele trabalhou para esta empresa e seus sucessores legais até 1971. Em 1922, Wallis concluiu um diploma de engenharia externa na Universidade de Londres. Sua primeira área de responsabilidade na Vickers foi a construção de dirigíveis, incluindo os dirigíveis R100 e R101. Após o desastre do R101 e do dirigível alemão Hindenburg encerrou a era dos dirigíveis em todo o mundo e Valais se concentrou no desenvolvimento de aeronaves e bombas. Como designer-chefe da Vickers, ele introduziu o método de construção geodésica no Vickers Wellesley, que também foi usado no Vickers Wellington. Ele desempenhou um papel fundamental no desenvolvimento de quase todas as aeronaves Vickers, incluindo o Vickers Windsor.
Wallis tornou-se famoso porque, entre muitos outros, ele desenvolveu os bombas que destruiu as barragens do Möhne e Edertalsperre durante Operação Chastise maio 1943. William Glanville também estava envolvido no desenvolvimento. As grandes perdas de pilotos de teste e máquinas em combate o levaram a exigir mais fases de desenvolvimento ainda mais completas e a garantir mais segurança para as tripulações das aeronaves. Ele também desenvolveu as bombas Tallboy com as quais, entre outras coisas, o encouraçado alemão Tirpitz foi destruído do ar na Noruega em 1944. A bomba Grand Slam foi desenvolvida por ele. Ambas as bombas tinham como objetivo principal destruir grandes bunkers.
Após a guerra, ele foi o pioneiro da tecnologia de asa giratória para aeronaves supersônicas e desempenhou um papel fundamental no desenvolvimento do BAC TSR.2. Após os primeiros voos de teste bem-sucedidos, o projeto foi descontinuado por razões de custo em favor da ideia de uma versão em inglês do General Dynamics F-111. Como nem o desempenho inicialmente esperado nem a redução de custos foram realmente alcançados com o tipo F-111K, este projeto também foi encerrado, aceitaram a tarefa de construção dos tipos Blackburn Buccaneer, F-4 Phantom II e Panavia Tornado. Até sua aposentadoria, ele trabalhou com aeronaves que voavam na faixa supersônica e hipersônica. Ele também elaborou planos para navios - tanques subaquáticos e torpedos especiais com maior propulsão. Mesmo na velhice, ele realizou estudos sobre a possibilidade de voar em velocidade hipersônica.

Ele foi aceito como um membro ("Fellow") na Royal Society, que também lhe concedeu a Medalha Real em 1975. Em 1968 foi enobrecido pela Rainha como Cavaleiro Solteiro. As universidades de Manchester e Nottingham têm edifícios em suas instalações com o nome dele em sua homenagem. 

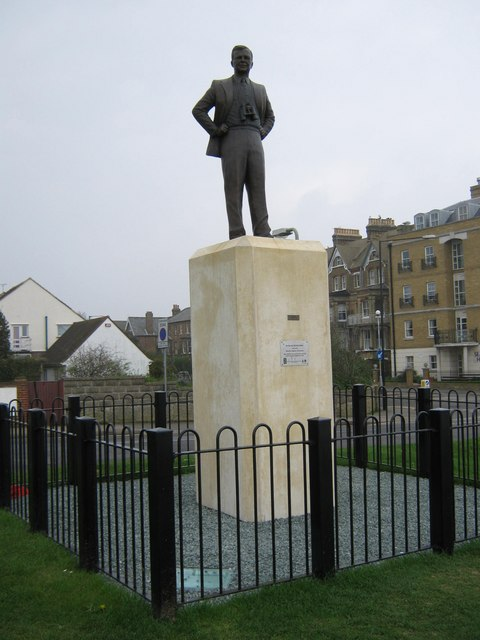
Estátua de Barnes Wallis em Herne Bay, Kent, perto do local dos testes de bomba